# Handtuchorigami

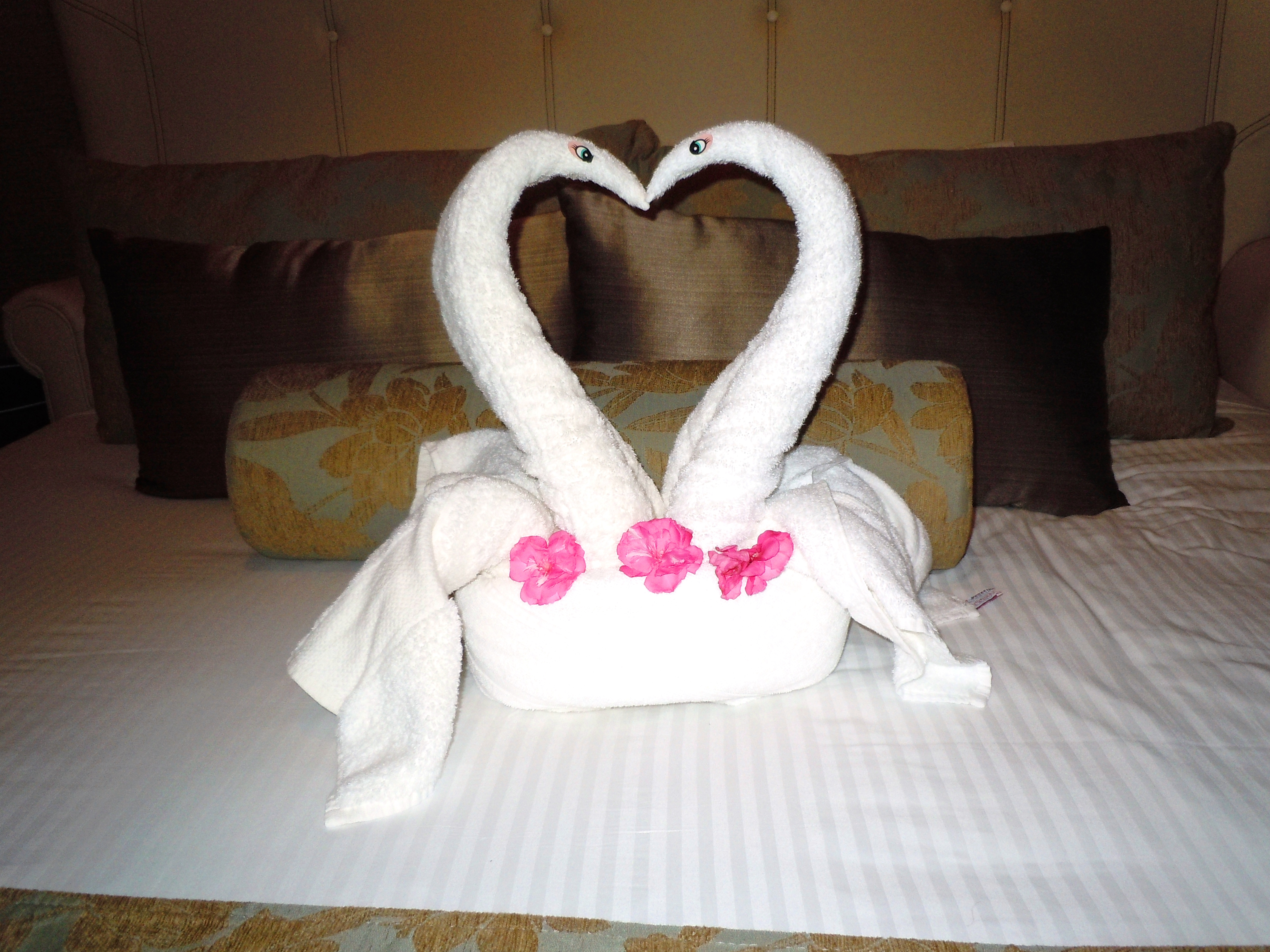
Schwäne aus Handtüchern

Handtuchorigami ist die Kunst, Handtücher zu falten. Es hat sich aus dem klassischen Origami mit Papier entwickelt und wird vor allem zu Dekorationszwecken in Hotels ausgeübt oder im Zusammenhang mit Geschenken. Es gibt sehr viele unterschiedlichen Faltungen, häufig werden Tierformen hergestellt (zum Beispiel Handtuchschwäne). Die Faltkunstwerke werden auch als Handtuchskulpturen bezeichnet. In Japan werden seit alters gefaltete Badetücher unter der Bezeichnung Furoshiki als Tragetaschen und später Geschenkverpackung verwendet, bei der teilweise die gleichen Faltungstechniken eingesetzt werden.